# 愛心小手

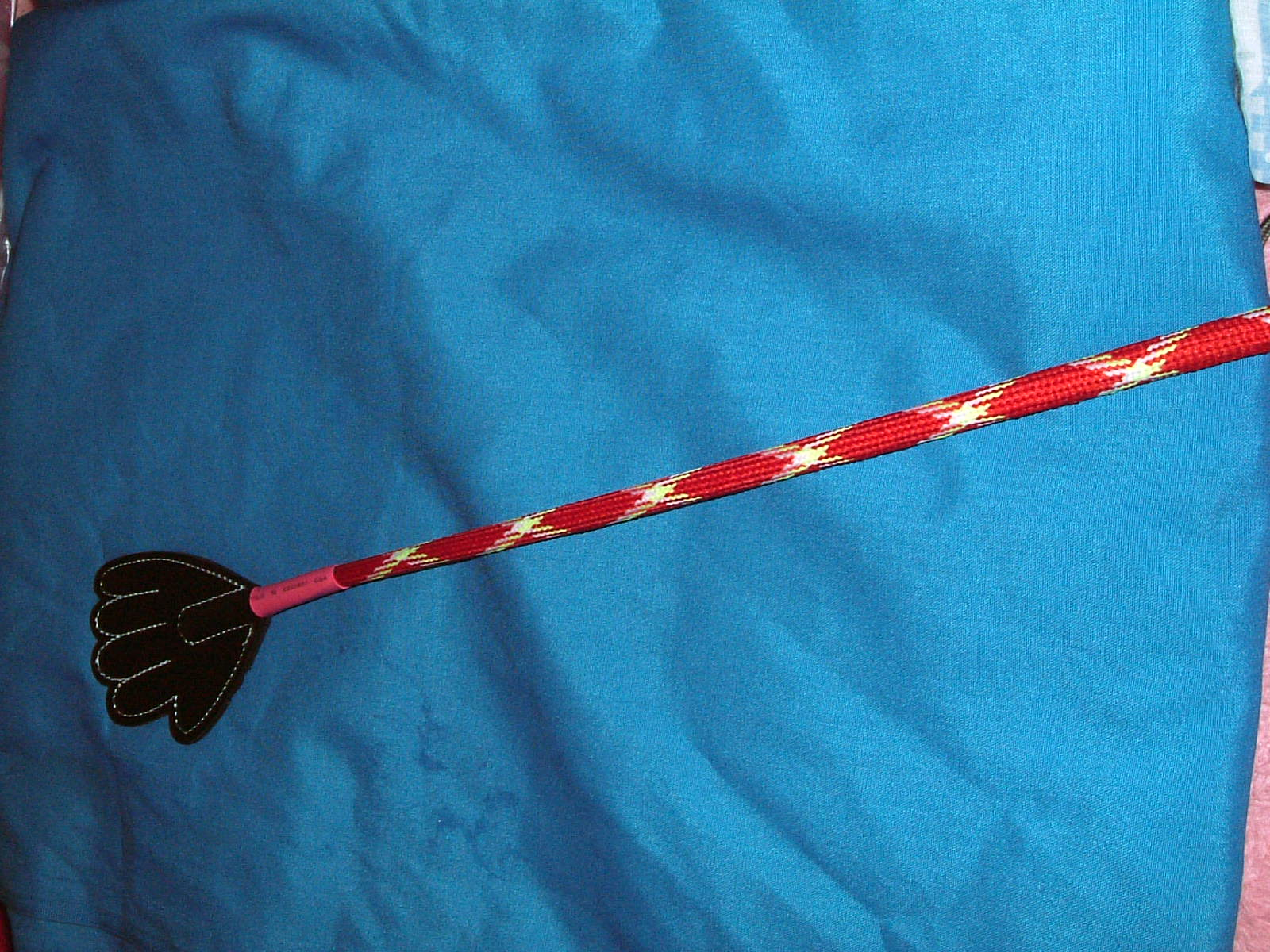
愛心小手

愛心小手或稱愛的小手、愛心拍，是一種長條形、頂端是手掌形狀的長條物品。

## 款式
市面上最常見的愛心小手大致有兩種：
第一種是手掌由人造塑膠皮中間夾塑膠布材質所製成，此種小手拍打的聲響很大，拍打後造成的鞭痕集中在手掌與柄相連的位置，拍打的力道較小且分散，較不易造成被處罰者受傷。
第二種手掌由橡膠材質所製成，此種小手拍打的聲響較第一種小，拍打後造成的鞭痕均勻分布在整個手掌，拍打的力道較沉重，較易在被處罰處留下痕跡。

## 使用方法
施罰者手握愛心小手尾端握柄，並將手掌形狀的橡膠手心朝著被處罰者的體罰部位拍打（通常是屁股、手掌等），施罰者的力量愈大，被處罰者感到疼痛的程度也就愈大。
但有些施罰者僅給被處罰者一些警戒，只要實施「雷聲大、雨點小」的處罰，僅需靠一些技巧，雖然愛心小手拍下去的力量小，但是聲響很大，同樣也可以有警戒被處罰者的效果。

## 使用場合

### 體罰
通常家庭內父母親管教小孩也可使用，在臺灣尚未實施「零體罰」措施之前，大部分幼稚園及學校的教師也會使用，以處罰調皮、不服從或考試不合格的學生。

### 電視節目
原先此類長條物是體罰用的物品，後來一些綜藝節目為了達到娛樂效果，故將愛心小手用在一些遊戲競賽的輸家身上，最常見的，就是中天電視節目《小氣大財神》內的「激爆骰子樂」了，常見的打腳底板、打手掌心、打屁股。
另外一種，同樣也是中天電視的《全民大悶鍋》之中的單元「哈佛沒教的字」內，呂校長也會拿愛心小手揮打不聽話的男同學。
雖然上列兩個節目中使用愛心小手都是博君一笑，僅有娛樂效果。但這也造成一些人權團體的負面回應，表示說這些電視節目公然在彰顯體罰的意義。